# 边巴乡
边巴乡，是中华人民共和国西藏自治区山南市洛扎县下辖的一个乡镇级行政单位。

## 行政区划
边巴乡下辖以下地区：
雪玛村、柏日村和美秀村。